# Милован Јовић
Милован Јовић (Београд, 5. фебруар 1955 — Београд, 8. јун 2009) био је српски фудбалер.

## Биографија
Јовић је средином седамдесетих година био најбољи стрелац тадашњег другоглигаша ФК Рада са Бањице. У Партизан је стигао 1977. године, да би већ током сезоне 1977/78. био стандардан првотимац црно-белих. Партизан је те сезоне оборио рекорд по броју освојених бодова освојивши супериорно титулу првака под вођством Анте Младинића. За Партизан је одиграо укупно 139 мечева и постигао 115 голова. Члан Партизана је био до 1980. године, када је прешао у Трепчу из Косовске Митровице. Касније је играо и за ОФК Београд и шпански Елче.
Преминуо је 8. јуна 2009. године у Београду, након тешке болести. Сахрањен је на Централном гробљу у Београду.

## Трофеји
Партизан
- Првенство Југославије (1) : 1977/78.